# Alberto Blest Gana
Alberto Francisco Javier Blest Gana (Santiago, 14 de junio de 1830 - París, 8 de noviembre de 1920) fue un novelista y diplomático chileno, considerado el padre de la novela chilena. Blest Gana era de ascendencia irlandesa y vasca. Entre sus obras más conocidas se encuentran La aritmética del amor (1860), Martín Rivas (1862), El ideal de un calavera (1863), Durante la Reconquista (1897) y El loco Estero (1909), novelas que hasta hoy son material de lectura escolar en Chile y que han sido adaptadas varias veces al teatro y al cine.
Se le considera pionero en Iberoamérica de la novela realista, en la misma cuerda de Honoré de Balzac, Charles Dickens y Stendhal. Su producción temprana está empalmada con la tradición romántica. Mantuvo apego por argumentos de tema sentimental, pero con tratamientos que hacen énfasis en la observación social y psicológica. En sus principales obras la trama, imbuida en la "pequeña historia", se enlaza habitualmente con un momento clave de la historia de Chile (en muchos casos, historia reciente para aquel entonces). Escribió novelas realistas en castellano bastante antes de que también así lo hiciera, por ejemplo, Benito Pérez Galdós. Blest Gana también incursionó en poesía, artículos de costumbres, crónica y dramaturgia.

## Primeros años

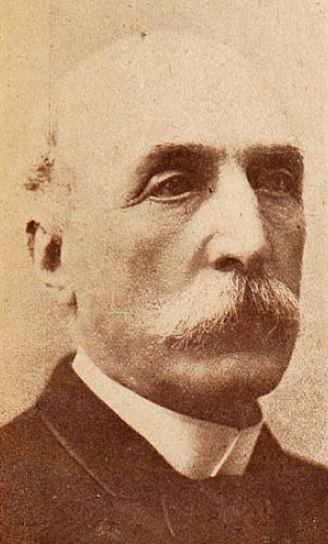
Guillermo Blest Gana, hermano de Alberto y escritor romántico.

Fue hijo del médico irlandés Guillermo Blest, uno de los impulsores de la modernización de la medicina chilena en la primera mitad del siglo XIX, y de la criolla chilena María de la Luz Gana López. Su hermano mayor fue el escritor chileno Guillermo Blest Gana, uno de los principales exponentes de la poesía romanticista en el país, tuvo un hermano menor llamado José Joaquín quien fue político, abogado y periodista (1830-1880). Alberto inició sus estudios en el Instituto Nacional, del que fue transferido a la Escuela Militar, dirigida por un tío suyo, José Francisco Gana, que habría influido fuertemente en la decisión familiar. Sobre esa formación castrense, Blest Gana recordaría después en carta a José Victorino Lastarria:

«Fue un engaño de niño del que más tarde el peso enorme de una ciega subordinación me hizo despertar.»
Alberto Blest Gana

En 1847, cuando aún era menor de edad, partió a Francia a perfeccionar estudios militares. En París, donde debió leer las novelas de Balzac y ser testigo de la Revolución de 1848, permaneció 5 años, primero en la Escuela Primaria de Versalles y después en la Escuela del Estado Mayor. En ese período francés no hay mucho rastro de sus actividades privadas. Pero en un punto entre esos años y su regreso a Chile debió ocurrir la siguiente escena que, narrada por Blest Gana, revela que el cadete escribía versos ya desde la adolescencia:

«Desde un día en que leyendo a Balzac hice un auto de fe en mi chimenea, condenando a las llamas las impresiones rimadas de mi adolescencia, juré ser novelista, y abandonar el campo literario si las fuerzas no me alcanzaban para hacer algo que no fuesen triviales y pasajeras composiciones.»
Alberto Blest Gana

Vuelve a Chile a fines de 1851, cuando muere su madre. Meses antes de su regreso, junto a su casa familiar (ubicada frente al cuartel de artillería del Cerro Santa Lucía, por la vereda sur de la Cañada) se habían producido los combates principales del Motín de Urriola, que después narraría en la novela Martín Rivas.
Se dedica inicialmente, como teniente de ingenieros, a enseñar geometría elemental, topografía y aritmética en la Escuela Militar, participando en el levantamiento de mapas de Chile, junto al cartógrafo francés Pedro José Amadeo Pissis. Se sabe que solicitó a la Universidad que se le validara como agrimensor y que, como parte del equipo de Pissis, al menos participó en las mediciones hechas en las haciendas ribereñas al río Maipo, desde San Francisco del Monte hasta la desembocadura.

## Producción literaria juvenil
En esta época comenzó a publicar colaboraciones en el periódico literario El Museo, dirigido por Diego Barros Arana. Escribió poemas, artículos de costumbres (firmados con el seudónimo de Abejé) y el folletín Una escena social (1853), su primera novela. Su estilo literario estaría influenciado por Honore de Balzac.
El 12 de octubre de 1854, a la edad de 24 años, contrajo matrimonio con Carmen Bascuñán Valledor (1833-1911), con quien tuvo tres hijos; durante los primeros años de la relación, vivió en casa de sus adinerados suegros.  Sus hijos fueron: Carmen, Alberto y Blanca Blest Bascuñán.
En 1855, a la edad de 25, renunció al ejército para dedicarse por completo a las letras. Ese mismo año publicó en la Revista de Santiago sus novelas Engaños y desengaños y Los desposados, una tragedia romántica en la que el protagonista es un joven revolucionario que participa de las barricadas parisinas de 1848. Desde esas publicaciones y hasta los 34 años, cuando comienza a tener empleos políticos y administrativos, pasará por una primera etapa de abundante producción literaria.
En 1858 entrega El primer amor, La fascinación y Juan de Aria, además de su obra teatral El jefe de familia, publicada en El Correo Literario, que dirige su hermano Guillermo y José Antonio Torres.
La aritmética del amor (1860), considerada su primera novela mayor, se impone en un certamen literario de la Universidad de Chile, en el que José Victorino Lastarria y Miguel Luis Amunátegui son los jurados. El veredicto fue sumamente elogioso con la obra de Blest Gana.

La novela titulada La Aritmética en el Amor es un fruto sazonado de un escritor ya veterano, que presenta, no su primer ensayo literario, sino una obra bien meditada y bien ejecutada, que descubre una larga práctica en el difícil arte de escribir [...] El gran mérito de esta composición es el ser completamente chilena. Los diversos lances de la fábula son sucesos que pasan efectivamente entre nosotros. Hemos presenciado, o hemos oído, cosas análogas. Los personajes son chilenos, y se parecen mucho a las personas a quienes conocemos, a quienes estrechamos la mano, con quienes conversamos.
Veredicto del jurado

A los pocos meses es designado miembro de la Facultad de Humanidades de la misma casa de estudios.
En 1862 sigue su obra más célebre y reeditada, Martín Rivas, centrada en el amor imposible del protagonista, un huérfano venido a menos, y la hija de su adinerado tutor, en una acción ambientada con el telón de fondo de la igualitaria Revolución de 1851, una novela con una excelente narrativa en tercera persona y que desentraña la naturaleza femenina y el poder del dinero.
También en 1862 publicó las novelas cortas Mariluán; Un drama en el campo y La venganza, en las que incursiona en temas indígenas y rurales.
En 1863 es el turno de El ideal de un calavera, ambientada en la época del fusilamiento de Diego Portales (1837), y al año siguiente publicó La flor de la higuera, obra sobre el amor de dos adolescentes que se enfrentan a la oposición y rivalidad de sus respectivas familias terratenientes.
Después entrará en un receso literario, solo roto en 1867 con un libro de crónicas de viaje (De Nueva York al Niágara), surgido de su trabajo diplomático. Volverá a la creación en la etapa final de su vida, tras años de dedicación a la diplomacia.

## Vida pública
De tendencia liberal, la dedicación a cargos de connotación pública le significaron un silencio literario de décadas. En julio de 1864 fue nombrado intendente de la provincia de Colchagua por el presidente José Joaquín Pérez Mascayano, y regidor por Santiago.
Luego fue ministro (embajador) de Chile en Washington (1866), Londres (1868) y París (1869), destinación esta última donde trabajaría por casi 20 años, rotos solo por comisiones ocasionales.
Elegido diputado por San Fernando (1870-1873), participó en el Congreso Constituyente de 1870, que introdujo algunas reformas a la conservadora Constitución de 1833. Al poco tiempo dejó la diputación en manos de un suplente (Osvaldo Rengifo Vial), para retomar labores de embajador, primero como plenipotenciario en Estados Unidos, y luego de vuelta a París donde fue parte activa del servicio de inteligencia de la Cancillería.
Entre sus logros diplomáticos destacan la incorporación de Chile a la Unión Postal Universal y la compra triangulada de armamento en Francia y Alemania (cañones Krupp) durante la Guerra del Pacífico. Antes de la Guerra del Pacífico, asesorado por el diseñador naval Edward James Reed, gestionó el diseño y construcción de los blindados Cochrane y Blanco Encalada, que resultaron determinantes en ese conflicto. También intervino en el bloqueo de adquisiciones bélicas por parte de Perú durante la misma guerra, como fue en el caso de la frustrada compra del acorazado turco Felhz-Bolend por medio de delegados japoneses, y en la adquisición de dos buques en Alemania, disimulados como mercantes.

## Segunda etapa literaria

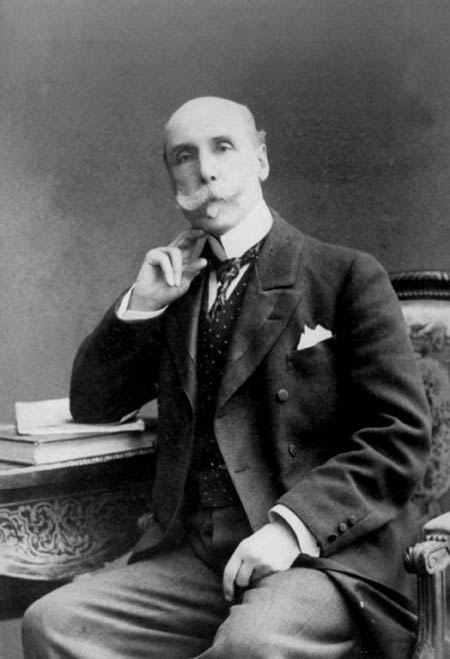
Alberto Blest Gana en su vejez.

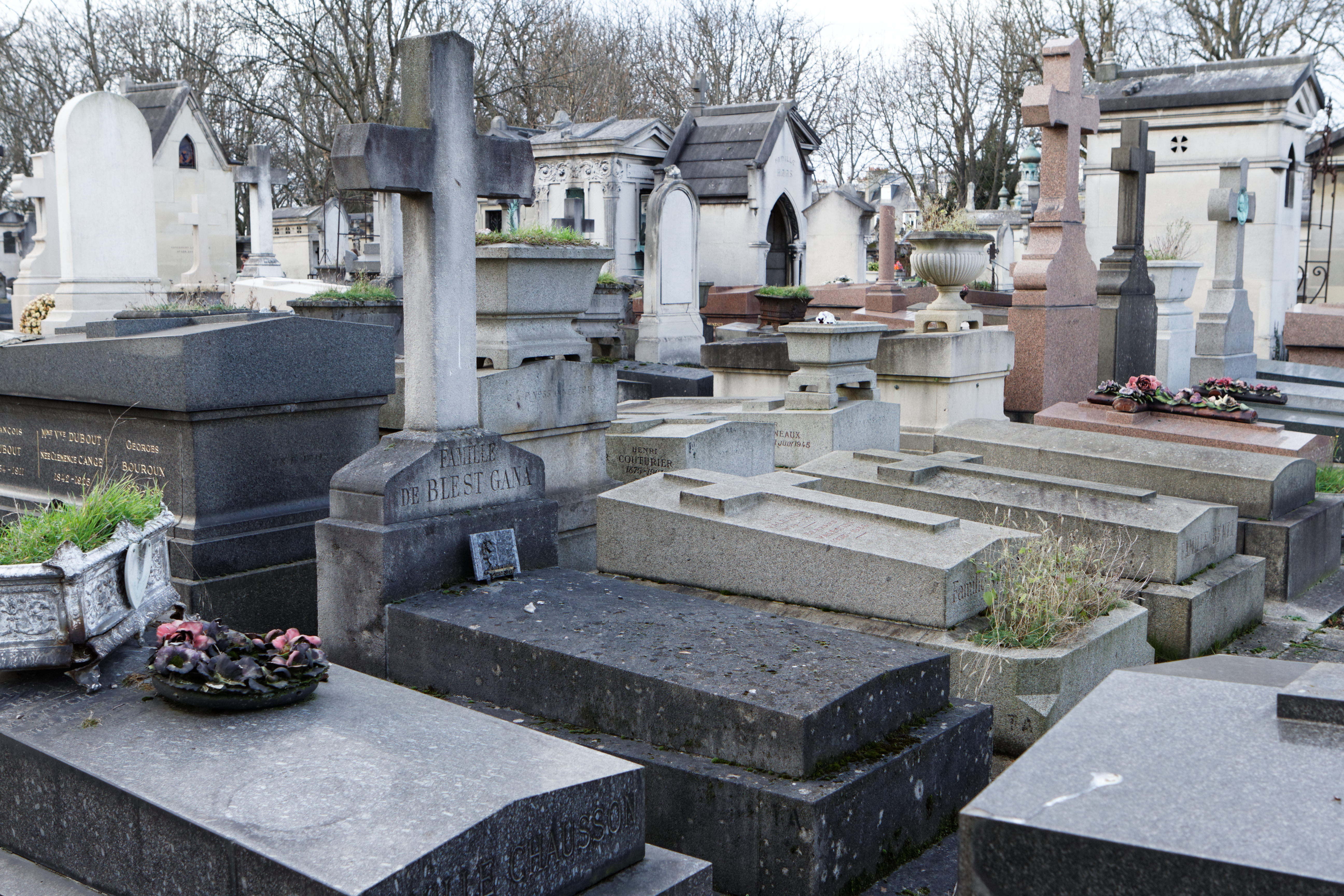
Tumba de Alberto Blest Gana en Peré Lachaise, Francia.

Blest Gana renunció a su trabajo diplomático en 1887. A partir de entonces retomará, en la etapa final de su vida, a la creación literaria. En los primeros años de su jubilación, se preocupa de reeditar las obras de su período anterior.
En 1897 publicó Durante la Reconquista, centrada en la Independencia de Chile. Continúa en 1904 con los dos extensos tomos de Los trasplantados, sobre la vida de los hispanoamericanos en París. Después viene El loco Estero (1909), sobre un liberal que es encerrado por su hermana, ansiosa de apoderarse de la fortuna familiar, en la época posterior a la Guerra contra la Confederación Perú-Boliviana.
Su esposa muere en 1911 y a ella dedica, al año siguiente, su última novela Gladys Fairfield, la que menos ha trascendido de las cuatro que escribió en su período final; una historia romántica que transcurre en los aristocráticos balnearios europeos de la época.
Alberto Blest Gana falleció en París en noviembre de 1920 y se encuentra sepultado en el Cementerio del Père-Lachaise.

## Repercusión de su obra
Las principales novelas de Blest Gana ganaron considerables lectores desde sus inicios: en el catálogo de la Biblioteca Nacional de Chile se registran 66 ediciones de Martín Rívas, pero se sabe que son muchas más, debido a que allí generalmente se deposita solo la primera edición de cada versión.
Las obras de Blest Gana son lectura escolar habitual y se siguen reeditando. En el programa del Ministerio de Educación de Chile para la asignatura de Lenguaje y Comunicación El loco Estero, Martín Rivas y Durante la Reconquista son lecturas recomendadas para 2° año de educación media.
Sus novelas han tenido variadas adaptaciones. Así, por ejemplo, la versión teatral de Martín Rivas (1954), de Santiago del Campo, con la dirección de Germán Becker y la actuación de Lautaro Murúa, se erigió en uno de los principales éxitos de las tablas chilenas en su década, con más de cien funciones y galas en el Teatro Municipal de Santiago.

### Adaptaciones cinematográficas

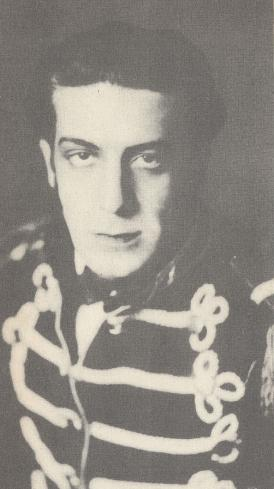
El actor Pedro Sienna, quien en 1920 representó a Manuel Rodríguez en una adaptación de Durante la Reconquista, película hoy perdida. En 1925 repetiría el papel del guerrillero en El húsar de la muerte, que sí se ha conservado.

En 1920, el mismo año de la muerte de Blest Gana, se estrenó una de las películas chilenas más populares del período mudo, basada en Durante la Reconquista. El filme, dirigido por el italiano Arturo Mario, primero se tituló igual que la novela, pero luego fue rebautizado como Manuel Rodríguez. El papel del guerrillero fue interpretado por Pedro Sienna, quien volvió a reencarnarlo en la célebre El húsar de la muerte (1925).
El mismo año, un largometraje mudo —dirigido y escrito por Carlos Borcosque— se convierte en la primera adaptación al cine de Martín Rivas, con la actuación de Jorge Infante Biggs y Silvia Villalaz.
En 1968 Helvio Soto dirigió la serie de televisión El loco Estero, que protagonizó Raúl Espinoza, Jorge Guerra y Yoya Martínez.
Luego vendrían tres adaptaciones televisivas de Martín Rivas. La primera miniserie, de 1970, fue dirigida por José Caviedes y protagonizada por Leonardo Perucci, Silvia Santelices, Anita Klesky y Marcelo Romo. En 1979 Sergio Riesenberg dirigió una segunda miniserie de 6 episodios, basada en la anterior adaptación para la cual había escrito el guion, protagonizada por Alejandro Cohen y Sonia Viveros. Fue la primera producción dramática que los canales chilenos transmitieron en color, obteniendo considerable éxito de audiencia. En 2010 se exhibió la tercera adaptación, una telenovela "de línea" que sumó 125 episodios y, por lo mismo, se convirtió en la versión más libre y ajena al libro original. Fue dirigida por María Eugenia Rencoret, con roles protagónicos de Diego Muñoz, María Gracia Omegna, Álvaro Gómez y Mauricio Pesutic.
En 1975, en medio del exilio decretado por la dictadura militar chilena, se produjo en Francia Los trasplantados, dirigida por Percy Matas y basada en la novela homónima, con actuaciones de Nemesio Antúnez, Carla Cristi, Gloria Laso y Sergio Hernández. La película irónicamente se centra en la historia de una familia derechista de clase alta que huye del gobierno de Salvador Allende, para terminar pasando privaciones y perder sus privilegios. Pudo ser exhibida en Chile recién en 1986.
En 2010 se estrenó un cortometraje basado en La flor de la higuera, filmado en San Pedro de Quillota y dirigido por Daniel Rebolledo Parra y Alonso Machuca, con Viviana Herrera, Tomás Espinoza y Emilio Sepúlveda en los papeles protagónicos y la actuación especial de Mario Lorca.